# CCCP - Fedeli alla linea
Pour les articles homonymes, voir CCCP.
CCCP - Fedeli alla linea, également abrégé CCCP, est un groupe de punk rock italien. Formé en 1982, ce groupe, qui se rattache à la mouvance punk du rock italien, est très militant tout au long de sa carrière. Son nom, CCCP, provient du sigle russe désignant l'Union soviétique. Les deux leaders du groupe sont le chanteur Giovanni Lindo Ferretti et le guitariste Massimo Zamboni. Il est considéré comme l'un des groupes important d'Italie des années 1980,,.

## Biographie

### Origines (1981–1983)
L'histoire du groupe commence à Berlin en 1981, où Giovanni Lindo Ferretti et Massimo Zamboni se rencontrent pour la première fois. Le premier avait fait partie du mouvement d'extrême-gauche Lotta Continua.
Ferretti, Zamboni, et Zeo Giudici, respectivement au chant, à la guitare et à la batterie, forment initialement un groupe appelé MitropaNK. Avec cette formation, au cours des derniers mois de 1982, ils se rebaptisent CCCP - Fedeli alla Linea, au retour d'un autre voyage à Berlin, et après un concert à Carpi sous le nom provisoire de Ex MitropaNK. En quelques mois, le batteur quitte le groupe et est remplacé par une boîte à rythmes.
Au cours de cette période, leur salle de répétition devient un centre de toute créativité qui leur permettra de façonner leur image, esthétique et style musical.
Après le départ de Zeo Giudici et l'arrivée de Ringo de Palma en 1989, CCCP ne joue qu'une seule fois sur scène avec un batteur le 1er mai 1983, au Castelnovo ne' Monti, avec Mirka « il Capo » Morselli. Le trio commence à jouer dans les clubs et festivals en Émilie ; entre novembre et décembre 1983, ils reviennent en Allemagne, en particulier à Berlin, dans des endroits comme le Kob et le Spectrum. Au printemps-été 1984, le groupe fait appel à Annarella Giudici et Danilo Fatur. Puis arrive Silvia Bonvicini aux chœurs.

### Ortodossia(1984–1985)

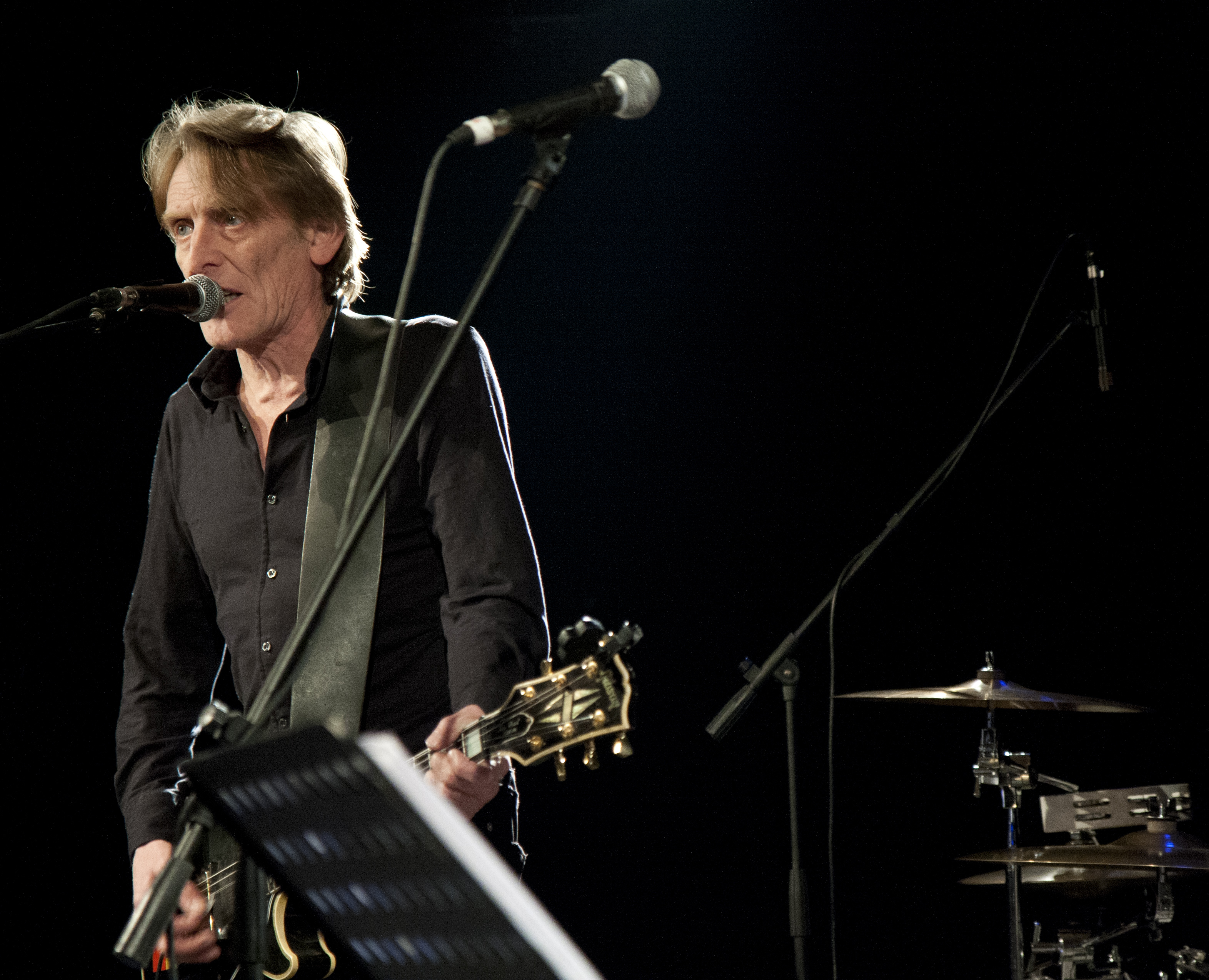
Giorgio Canali.

En 1984, le groupe publie son premier EP, Ortodossia, produit par le label indépendant bolognais Attack Punk Records. Il comprend trois singles Live in Pankow, Spara Jurij et Punk islam. L'année suivante sort une suite intitulée Ortodossia II qui comprend la chanson Mi ami?. En 1985 sort l'EP Compagni, cittadini, fratelli, partigiani, qui comprend quatre nouvelles chansons (Militanz, Sono come tu mi vuoi, Morire, Emilia paranoica).
Ils décident de changer de nom au moment de l'effondrement de l'Union soviétique en 1989. Le groupe devient alors CSI (Consorzio Suonatori Indipendenti).

### Affinità-divergenze(1985–1988)
En 1985 sort le premier album studio du groupe, Affinità-divergenze fra il compagno Togliatti e noi. L'album est considéré par la presse spécialisée comme l'un des plus grands chefs-d'œuvre du rock italien, ainsi qu'un grand pas dans l'histoire du punk en Europe. Il contient des versions remixées de Mi ami? et Emilia paranoica, et les chansons Trafitto, Io sto bene et Morire. L'album est très bien vendu, et le groupe effectue, peu après, un changement majeur ; Ferretti et ses partenaires signent un contrat avec Virgin Records, puis abandonnent Attack Punk Records, avant de se rebaptiser CCCP - Fedeli alla Lira en 1989.

### Séparation (1989–1990)
Leur troisième album, Canzoni preghiere danze del II millennio - Sezione Europa, comprend des sonorités plus électroniques. En septembre 1990 le groupe publie ce qui sera son quatrième et dernier album Epica, Etica, Etnica, Pathos, le groupe annonce sa séparation le mois suivant.

## Discographie

### Albums studio
- 1986 : Affinità-divergenze fra il compagno Togliatti e noi (it)
- 1987 : Socialismo e Barbarie (it)
- 1989 : Canzoni preghiere danze del II millennio - Sezione Europa (it)
- 1990 : Epica Etica Etnica Pathos (it)

### Albums en Public
- 1996 : Live in Punkow (it)
- 2024 : Altro che Nuovo Nuovo

### Singles et EP
- 1984 : Ortodossia (it)
- 1985 : Ortodossia II (it)
- 1985 : Compagni, cittadini, fratelli, partigiani (it)
- 1987 : Oh! Battagliero/Guerra e pace (it)
- 1988 : Tomorrow (Voulez vous un rendez vous)/Inch'Allah - ça va (it) (avec Amanda Lear)
- 1990 : Ragazza emancipata/Tien An Men/Trafitto (it)
- 1990 : Amandoti/Annarella (it)

### Compilations
- 1988 – Compagni, cittadini, fratelli, partigiani/Ortodossia II (it)
- 1992 – Ecco i miei gioielli (it)
- 1994 – Enjoy CCCP (it)
- 2011 – The EMI Album Collection (it)
- 2012 – Essential (it)
- 2014 – Stati di agitazione - 30 anni di CCCP (it)
- 2023 – Felicitazioni! (it)